# Joshua Z. Weinstein
Joshua Z. Weinstein (né en 1983 à New York) est un cinéaste américain. Son film de 2017 sur le milieu hassidique, Brooklyn Yiddish, a reçu l'éloge des critiques.

## Biographie
Joshua Z. Weinstein est né à New York en 1983 et a grandi à Morristown dans l'État du New Jersey.

### Études
Il étudie à l'université de Boston.

### Cinéma
Joshua Z. Weinstein est directeur de photographie, réalisateur et producteur.
Opérateur de caméra depuis le début des années 2000, il devient réalisateur en 2008 avec le documentaire Flying on One Engine.
Son premier long métrage est Menashe en 2017,
,,,,,.

## Filmographie
Courts-métrages
- 2010 : Going Up

### Directeur de la photographie
Cinéma
- 2008 : Flying on One Engine
- 2011 : Give Up Tomorrow
- 2011 : One Night Stand
- 2012 : Code of the West
- 2012 : Drivers Wanted
- 2012 : Vinylmania - 33 révolutions par minute
- 2013 : Elaine Stritch: Shoot Me
- 2013 : Smash & Grab: The Story of the Pink Panthers
- 2017 : Bikini Moon
- 2017 : Brooklyn Yiddish

Courts-métrages
- 2012 : New York Times Op-Doc: The Fight Over Medical Marijuana
- 2012 : The Gambling Man
- 2013 : Chutzpah
- 2013 : I Beat Mike Tyson
- 2015 : Holocaust Survivor Band
- 2015 : The Mink Catcher
- 2016 : Just a Dog

Séries télévisées
- 2006-2007 : The Secret Life of...
- 2014 : It Got Better
- 2015 : Frontline

Téléfilms
- 2014 : Water Blues: Green Solutions

### Réalisateur
Cinéma
- 2008 : Flying on One Engine
- 2012 : Drivers Wanted
- 2016 : True New York
- 2017 : Brooklyn Yiddish

Courts-métrages
- 2005 : Boston University Student Film
- 2009 : Reds
- 2013 : I Beat Mike Tyson
- 2015 : Holocaust Survivor Band

### Producteur
Cinéma
- 2008 : Flying on One Engine
- 2011 : Comic-Con Episode IV: A Fan's Hope
- 2012 : Code of the West
- 2012 : Drivers Wanted
- 2017 : Brooklyn Yiddish

Courts-métrages
- 2005 : Boston University Student Film (PROJECT INACTIVE)
- 2009 : Reds
- 2013 : I Beat Mike Tyson

### Scénariste
Cinéma
- 2017 : Brooklyn Yiddish

Courts-métrages
- 2009 : Reds

## Honneurs
- Festival du cinéma américain de Deauville 2017 : Prix du jury pour Brooklyn Yiddish